# Ирина Дукина
Ирина Дукина (грчки: Εἰρήνη Δούκαινα; око 1066. - 19. фебруар 1138), била је византијска царица, супруга Алексија I Комнина и мајка цара Јована II Комнина и Ане Комнине. Припадала је династији Дука. За Алексија се удала 1078. године. Након мужевљеве смрти, Ирина је узела учешћа у завери своје ћерке Ане против Јована Комнина. Завера је откривена те су Ирина и Ана послате у манастир Кехаритомен где су провеле остатак живота. На иницијативу Ирине Дукине, Нићифор Вријеније је отпочео са писањем Алексијаде, важног извора за византијску историју крајем 11. и почетком 12. века као и за историју Првог крсташког рата. 

## Породица, детињство и младост
Ирина је рођена 1066. године као ћерка Андроника Дуке, рођака византијског цара Михаила VII, византијског протоспатра и протопроедра. Мајка јој је била Марија Бугарска, унука последњег бугарског цара Јована Владислава. Андроник је био нећак Константина X. Ирина се удала за Алексија 1078. године, када је имала 11 година. Из тог разлога је породица Дука подржала Алексијев долазак на власт 1081. године током борби између Нићифора III Вотанијата и породице Комнин. Алексијева мајка, Ана Даласина, остала је доживотни непријатељ породице Дука те је током читавог живота настојала да раздвоји Ирину и Алексија и убеди сина да склопи брак са Маријом Аланијом, бившом супругом Нићифора III. Даласина је забранила церемонију крунисања, али су Дуке успеле да убеде цариградског патријарха, Козму I, да да круну што је патријарх и учинио недељу дана касније. Даласина је на крају прихватила крунисање, али је приморала Козму да одмах поднесе оставку. На његово место дошао је Евстратије Гарида. Даласина је наставила да живи на царском двору и да се меша у политику свога сина све до смрти двадесет година касније. Марија Аланија је можда такође живела у палати, а било је гласина да Алексије има аферу са њом. Ана Комнина је то демантовала, иако у то време још није била ни рођена. 

## Алексијева владавина
Ирина је била стидљива и радије се није појављивала у јавности, иако је као царица деловала снажно. Радије се бавила кућним пословима; уживала је читајући хагиографску литературу и правећи добровољне прилоге за монахе и просјаке. Иако је Марија Аланија можда била Алексијева љубавница, током друге половине своје владавине (1081-1118), Алексије је искрено волео Ирину (барем према сведочењу њихове ћерке Ане Комнине). Ирина је свога мужа често пратила у ратним експедицијама, попут рата против Боемунда I Тарентског, крсташког кнеза Антиохије 1107. године и експедицији на Херсонесу Тауријском 1112. године. Тада је лечила свога мужа који је боловао од гихта. Алексијево инсистирање да га Ирина прати у ратним кампањама сугерише да он у њу није имао поверење да је остави у Цариграду. Када је остајала у граду, Ирина је деловала као регент, заједно са Нићифором Вријенијем, Аниним мужом, као саветником.

## Владавина Јована II
Ирина је своме мужу често предлагала да Нићифора, Аниног мужа, прогласи за наследника, уместо сопственог сина Јована. Према Никити Хонијату, Ирина је била у потпуности на страни своје ћерке Ане. Алексије је, међутим, желео да формира сопствену династију те је Иринине предлоге игнорисао. Ирина је лечила Алексија на самрти 1118. године. Нићифор и Ана и даље су сплеткарили. Алексије је већ обећао престо своме сину. Када је Јован узео печатни прстен, Ирина га је опружила за издају и крађу. Када је Алексије умро, Ирина је била у жалости и носила је црнину своје ћерке Евдокије којој је такође умро муж. Стала је на страну Ане у завери коју је спремала против Јована. Завера је откривена, а Ирина и Ана су присиљене на изгнанство у манастир Кехаритомен. Ирина је овај манастир основала неколико година раније. Ана се тамо посветила писању своје Алексијаде, а Ирина је живела у миру. Ирина је инспирисала Нићифора Вријенија да отпочне са писањем Алексијаде. Након Вријенијеве смрти, писање је наставила његова жена. Ирина је била покровитељ неколико значајних византијских писаца попут Теофилакта Охридског и Михаила Италика. 

## Породица

### Породично стабло
|  |                     |  |  |  |  |  |  |  |  |  |  |  |  |  |  |  |
|  | 8. Андроник Дука    |  |  |  |  |  |  |  |  |  |  |  |  |  |  |  |
|  |                     |  |  |  |  |  |  |  |  |  |  |  |  |  |  |  |
|  |                     |  |  |  |  |  |  |  |  |  |  |  |  |  |  |  |
|  | 4. Јован Дука       |  |  |  |  |  |  |  |  |  |  |  |  |  |  |  |
|  |                     |  |  |  |  |  |  |  |  |  |  |  |  |  |  |  |
|  |                     |  |  |  |  |  |  |  |  |  |  |  |  |  |  |  |
|  | 2. Андроник Дука    |  |  |  |  |  |  |  |  |  |  |  |  |  |  |  |
|  |                     |  |  |  |  |  |  |  |  |  |  |  |  |  |  |  |
|  |                     |  |  |  |  |  |  |  |  |  |  |  |  |  |  |  |
|  | 5. Ирина Пегонитиса |  |  |  |  |  |  |  |  |  |  |  |  |  |  |  |
|  |                     |  |  |  |  |  |  |  |  |  |  |  |  |  |  |  |
|  |                     |  |  |  |  |  |  |  |  |  |  |  |  |  |  |  |
|  | 1. Ирина Дукина     |  |  |  |  |  |  |  |  |  |  |  |  |  |  |  |
|  |                     |  |  |  |  |  |  |  |  |  |  |  |  |  |  |  |
|  |                     |  |  |  |  |  |  |  |  |  |  |  |  |  |  |  |
|  | 6. Јован Владислав  |  |  |  |  |  |  |  |  |  |  |  |  |  |  |  |
|  |                     |  |  |  |  |  |  |  |  |  |  |  |  |  |  |  |
|  |                     |  |  |  |  |  |  |  |  |  |  |  |  |  |  |  |
|  | 13. Арон Бугарски   |  |  |  |  |  |  |  |  |  |  |  |  |  |  |  |
|  |                     |  |  |  |  |  |  |  |  |  |  |  |  |  |  |  |
|  |                     |  |  |  |  |  |  |  |  |  |  |  |  |  |  |  |
|  | 3. Марија Бугарска  |  |  |  |  |  |  |  |  |  |  |  |  |  |  |  |
|  |                     |  |  |  |  |  |  |  |  |  |  |  |  |  |  |  |
|  |                     |  |  |  |  |  |  |  |  |  |  |  |  |  |  |  |
|  | 7. Марија           |  |  |  |  |  |  |  |  |  |  |  |  |  |  |  |
|  |                     |  |  |  |  |  |  |  |  |  |  |  |  |  |  |  |
|  |                     |  |  |  |  |  |  |  |  |  |  |  |  |  |  |  |

### Потомство
Алексије и Ирина имали су деветоро деце:
- Ана Комнина (1083-1153)
- Марија Комнин
- Јован II Комнин (1087-1143)
- Андроник Комнин
- Исак Комнин
- Евдокија Комнин
- Теодора Комнин; која је била баба прве двојице епирских деспота: Михаила I Комнина Дуке и Теодора Комнина Дуке, као и Андроника Дуке, оца двојице византијских царева: Алексија III Анђела и Исака II Анђела
- Манојло Комнин
- Зоја Комнина